# Erasmus von Antiochia

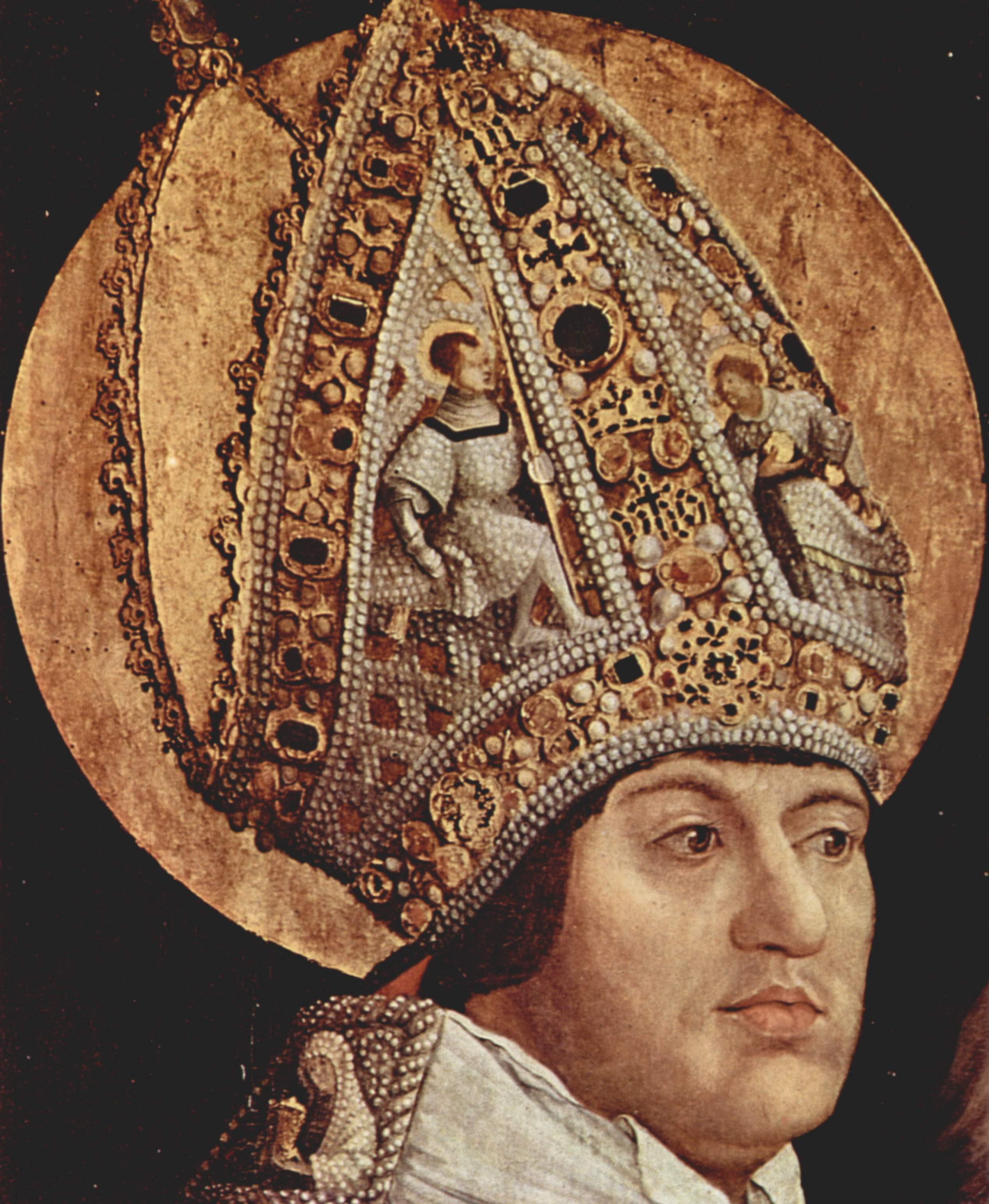
Hl. Erasmus (Detail aus Matthias Grünewalds Erasmus-Mauritius-Tafel, Alte Pinakothek, München)

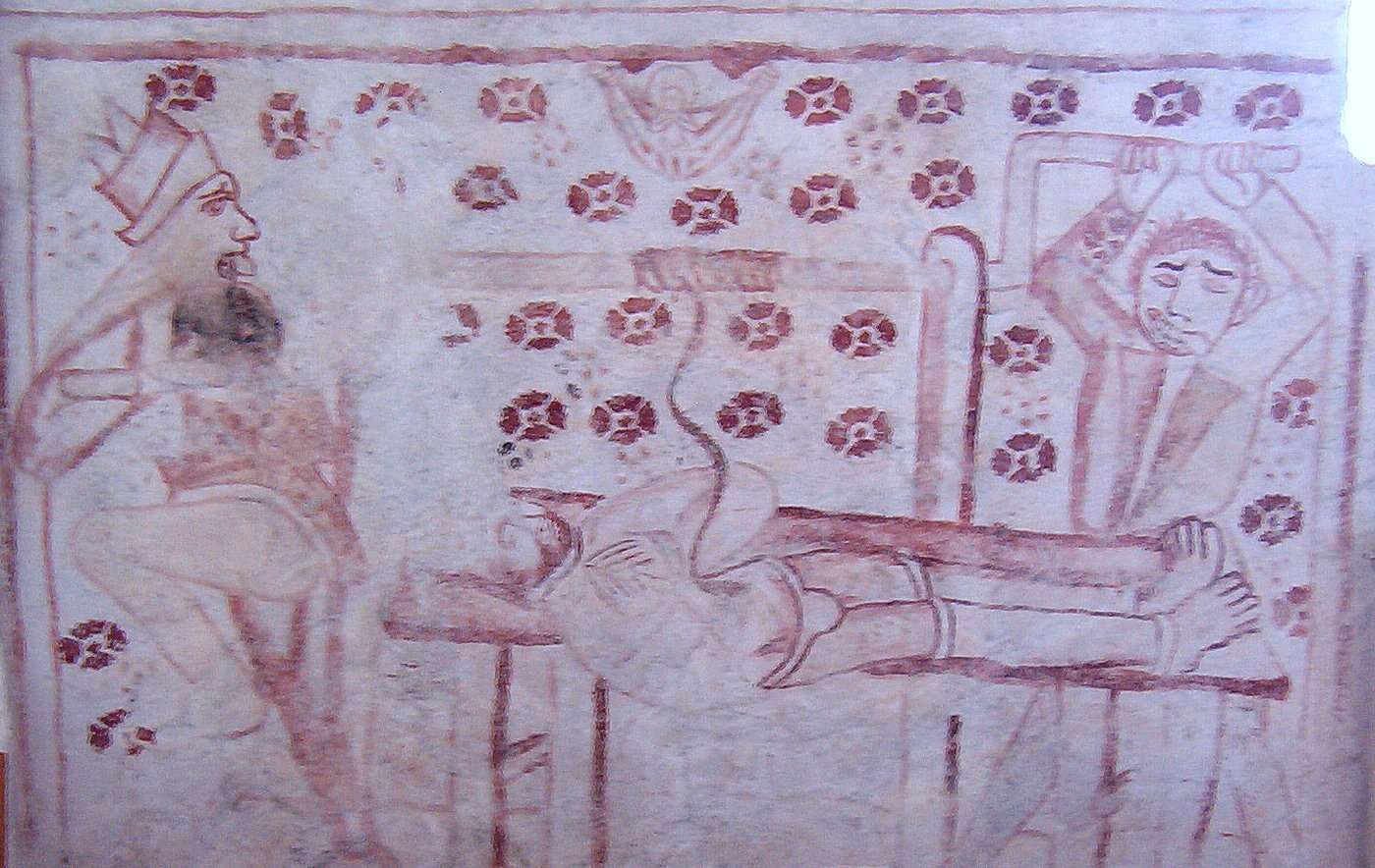
Ein Fresko, welches das Ausdärmen des Erasmus darstellt

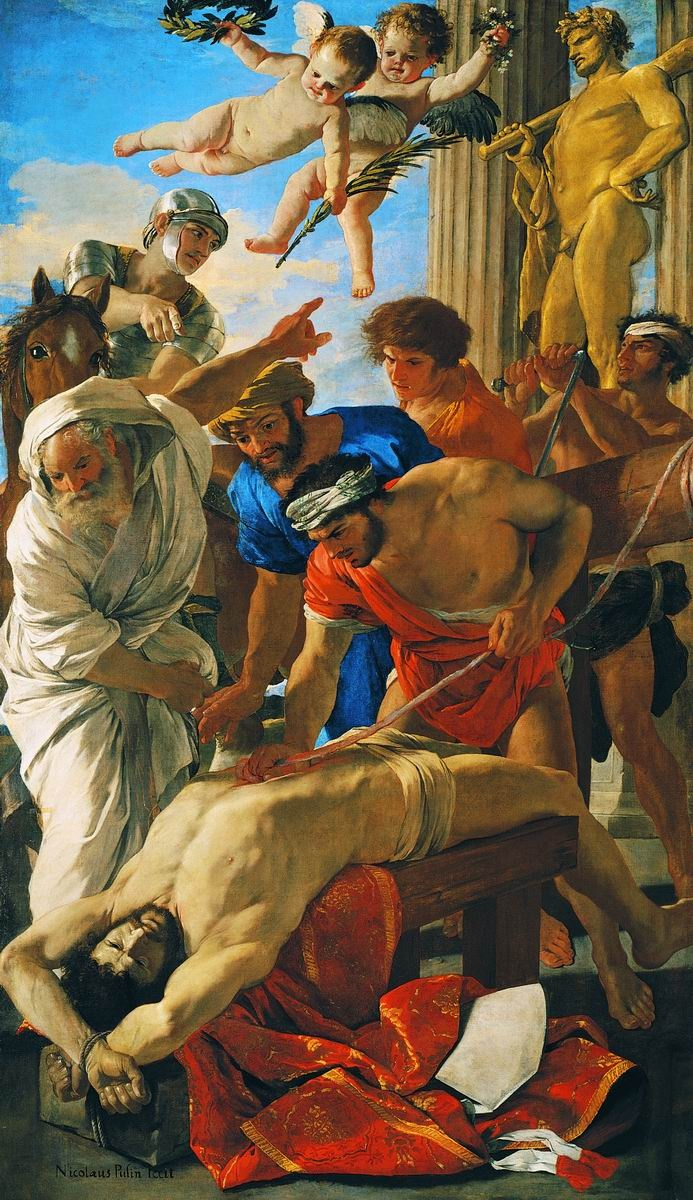
Nicolas Poussin: Martyrium des hl. Erasmus, Rom, Vatikanische Museen

Erasmus, Elmo bzw. Ermo, (* um 240 in Antiochia; † 303 in Formia) war Bischof und  Märtyrer. Er wird in der römisch-katholischen Kirche als Heiliger verehrt. Sein Gedenktag im Generalkalender der katholischen Kirche war früher der 2. Juni.

## Legendarische Überlieferung
Authentische Zeugnisse über das Leben des heiligen Erasmus sind kaum vorhanden. Er stammte aus Antiochien, wo er auch als Bischof wirkte, doch musste er seine Diözese während der Christenverfolgung unter Diokletian verlassen. Der Überlieferung zufolge zog er sich auf einen Berg des Libanon zurück, wo er sieben Jahre lang auf wundersame Weise von einem Raben genährt wurde. Auf die Erscheinung eines Engels hin kehrte Erasmus in sein Bistum zurück, wo er bald darauf gefangen genommen wurde. Er soll verschiedene Folterungen, wie das Ausdärmen, erlitten haben. Durch göttlichen Beistand jedoch soll er befreit worden und nach Italien gelangt sein, wo er als Seelsorger in der Gegend von Formia wirkte. Dort soll er nach sieben Jahren in hohem Alter gestorben sein.

## Verehrung
Im 9. Jahrhundert wurden seine Reliquien nach Gaeta nördlich von Neapel überführt, wo er Schutzpatron der Kathedrale ist. Die kultische Verehrung des hl. Erasmus ist seit dem 6. Jahrhundert nachweisbar. Seit etwa 1300 wird er zu den 14 Nothelfern gezählt. Er wird als Schutzheiliger gegen Feuersgefahr angerufen, weil Feuer an Bord auf den Holzschiffen sehr gefürchtet war. Wenn die Seeleute ihre Segel wie bei einem Feuer glühen sahen – elektrische Ladungen, die sich bei schweren Gewittern an Schiffsmasten  entladen –, glaubten sie sich durch den hl. Erasmus geschützt und sahen es als gutes Omen an, weshalb dieses Phänomen Elmsfeuer genannt wird.
Der hl. Erasmus ist auch der Patron der Seefahrer, der Drechsler, der Weber und der Seiler, der Helfer bei Krämpfen, Koliken, Unterleibsbeschwerden und bei Magenkrankheiten; er wird angerufen bei Geburten und bei Krankheiten der Haustiere.

## Ikonographie

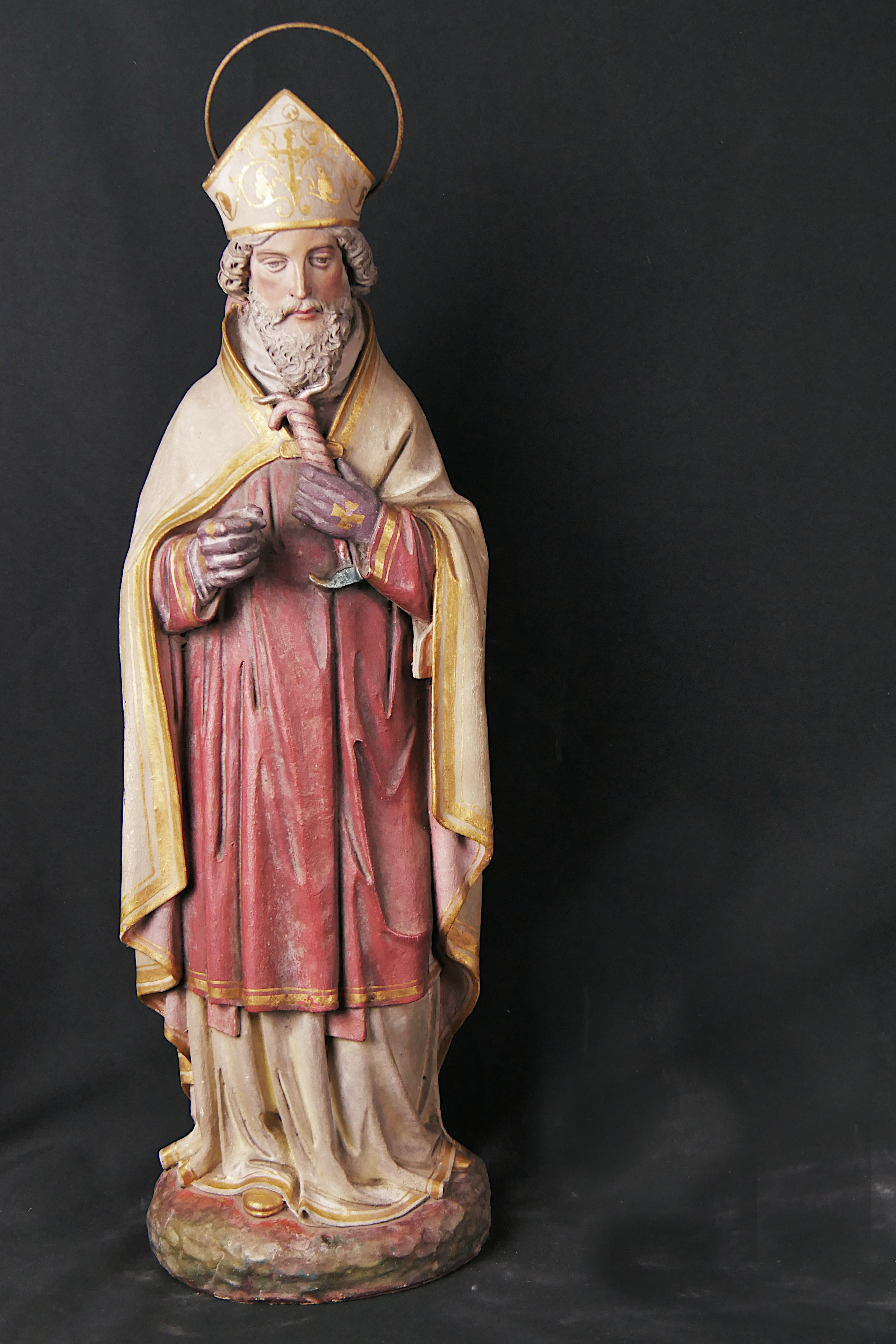
Heiliger Erasmus mit Mitra und Spindel

Es gibt vielfältige Darstellungen des hl. Erasmus. Einige zeigen ihn mit den bischöflichen Insignien Stab und Mitra, andere stellen sein Martyrium dar oder zeigen ihn nur mit seinem Attribut, einer Winde, mit aufgewickeltem Darm.